# 氣墊船

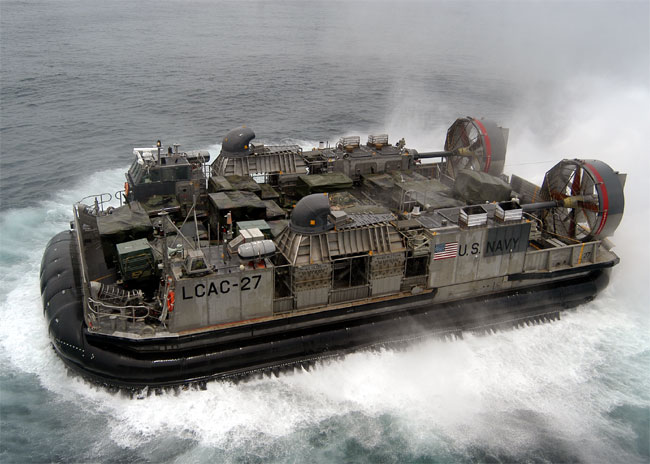
美國海軍的LCAC氣墊船

氣墊船運作方式，
1. 螺旋槳
2. 空氣
3. 抽氣機（風機）
4. 軟性圍裙

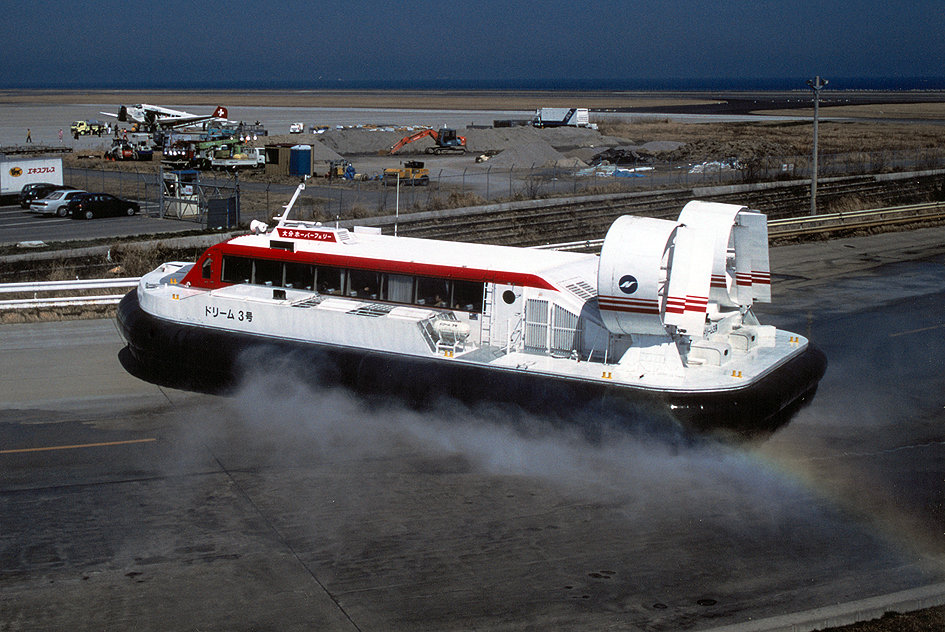
一艘隸屬於大分氣墊渡船（大分Hover Ferry）的三井造船MVPP10型氣墊船「夢想三號」（ドリーム3号），2000年時攝於大分機場。

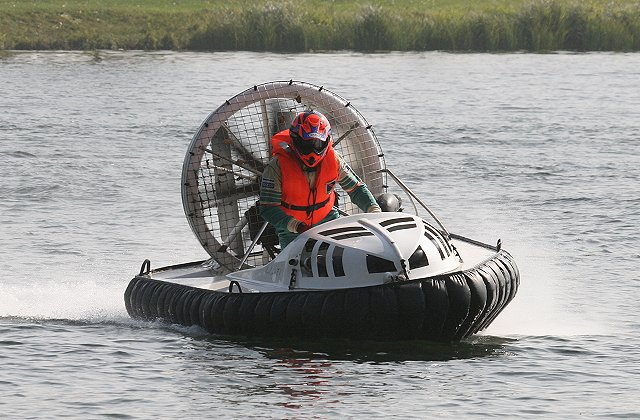
一艘被用於參加世界氣墊船錦標賽（World Hovercraft Championships, WHC）一級方程式組別的競賽用氣墊船。

氣墊船（英語：Hovercraft/Air cushion vehicle）是一種以空氣在船隻底部襯墊承托的交通工具，其氣墊通常是由持續不斷供應的低壓氣體形成。氣墊船除了在水上行走外，還可以在某些比較平滑的陸上或者是在結冰的水域等地形行駛。氣墊船是高速行駛船隻的一種，行駛時因為船身受氣壓自水面抬昇而起，大幅降低船體的流體阻力，以致行駛速度比動力輸出接近的一般船隻快上許多。很多氣墊船的速度都可以超過50節，但與另一種可以高速行駛的船隻水翼船不同，由於氣墊船的升力並非依靠速度產生，因此縱使以非常缓慢的速度行駛，也不影響其效率。

## 全墊式和側壁式
氣墊船按航行狀態可分為「全墊式」和「側壁式」。「全墊式」氣墊船（Hovercraft）四周用尼龍等物料圍成一個軟性的圍裙，利用風機把空氣充入底部形成氣墊，推進則多數使用空氣螺旋槳或噴氣方式。全墊式氣墊船時速可達70節；具備兩棲能力，可以在陸上行走。這種氣墊船在軍事上用作兩棲登陸非常合適，能在很多一般排水式登陸艇無法行駛的海岸登陸。
「側壁式」氣墊船，亦稱表面效應船隻（Surface Effect Ships, SES），在船底兩側有剛性側壁插入水中，只在首尾用軟性的圍裙。推進可以使用傳統水下螺旋槳或噴水機。跟全墊式相比，側壁式氣墊船的托力較大，流失亦較少，適合作大型艦艇；但不具兩棲能力。蘇聯海軍曾經以側壁式氣墊船製造八百噸重，50節的護衛艦。

## 歷史

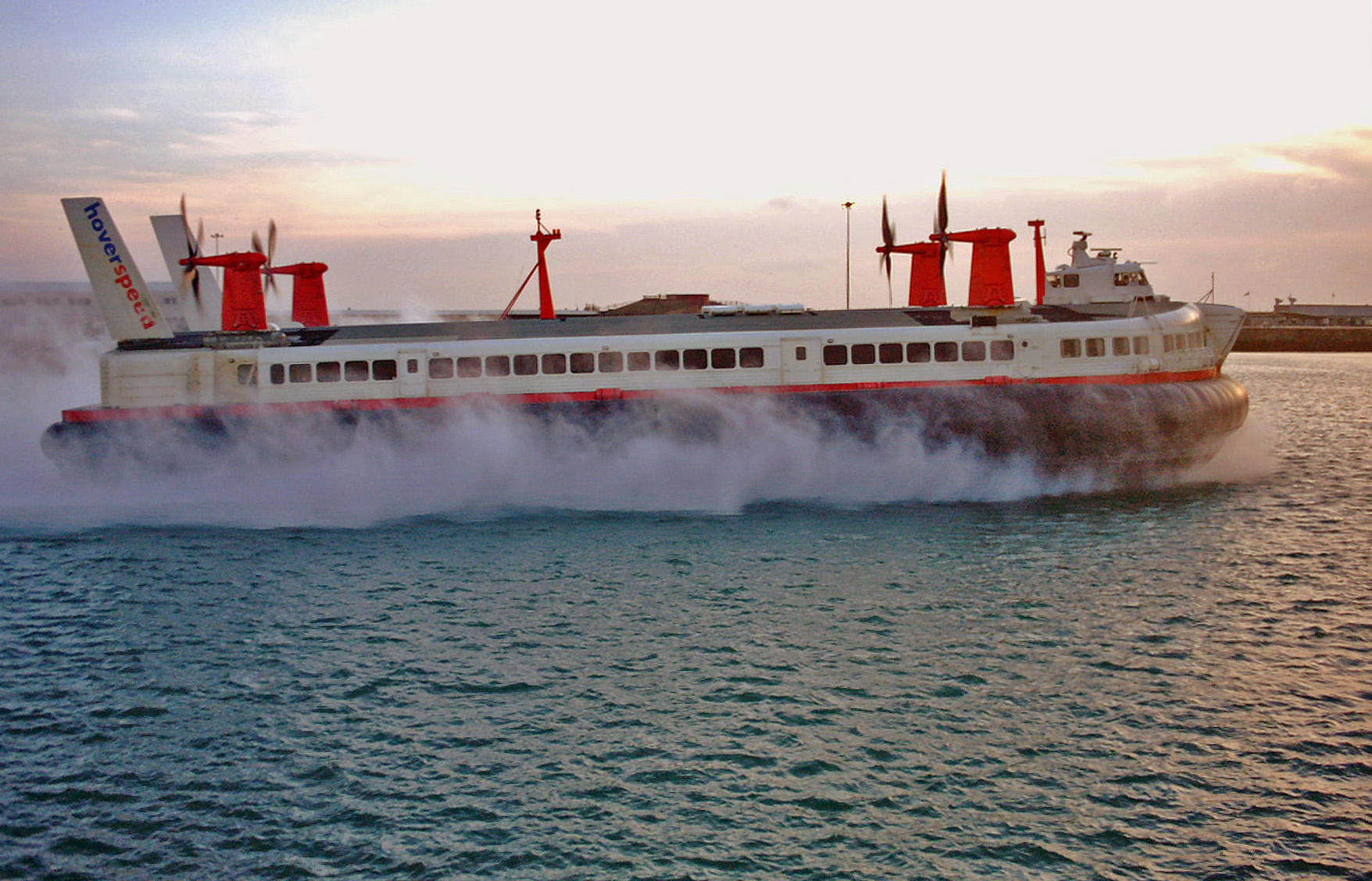
英國桑德斯－樓公司製造的SR.N4氣墊船「蒙巴頓」級氣墊船。

最早有記載的氣墊船設計由瑞典哲學家斯威登堡於1716年提出。他的設計是由人力把空氣吹入氣墊。當時並沒有把實物造出，可能是大家都知道人力不可能產生足夠的浮力。
1870年代中，英國工程師莊·艾薩克·索爾尼克拉夫特爵士曾以地效的原理造過數個接近氣墊的模型，並註冊了一些專利，但是沒有實際的應用。
芬蘭工程師托伊沃·尤哈尼·卡里歐是國立航空器製造廠飛機引擎車間的首席審查員，他在1931年開始設計氣墊船隻。他建造和測試了名為「Pintaliitäjä N:o 1」（意為「水面高速飛行者1號」）的水面飛行器，並得到它在芬蘭的專利權18630號和26122號。卡里歐雖然被認為設計和製造了第一隻氣墊船，但他的發明並沒有得到充足的資金以便進一步的發展。
現代的氣墊船在1952年由英國人克里斯托弗·寇克瑞爾發明。他用真空吸塵器的馬達造出了氣墊船的模型，進行了實驗。1959年英國桑德斯－樓公司製造了首部載人的氣墊船SR-N1，並成功橫渡英倫海峽。1960年代，英國的數家廠商出產了數種商用氣墊船，用來提供横渡英倫海峽的渡輪服務。後來由於燃料價格上升，英倫海峽的氣墊船慢慢被取代。

## 應用

### 气垫登陆艇
氣墊船用於兩棲作戰運送戰車

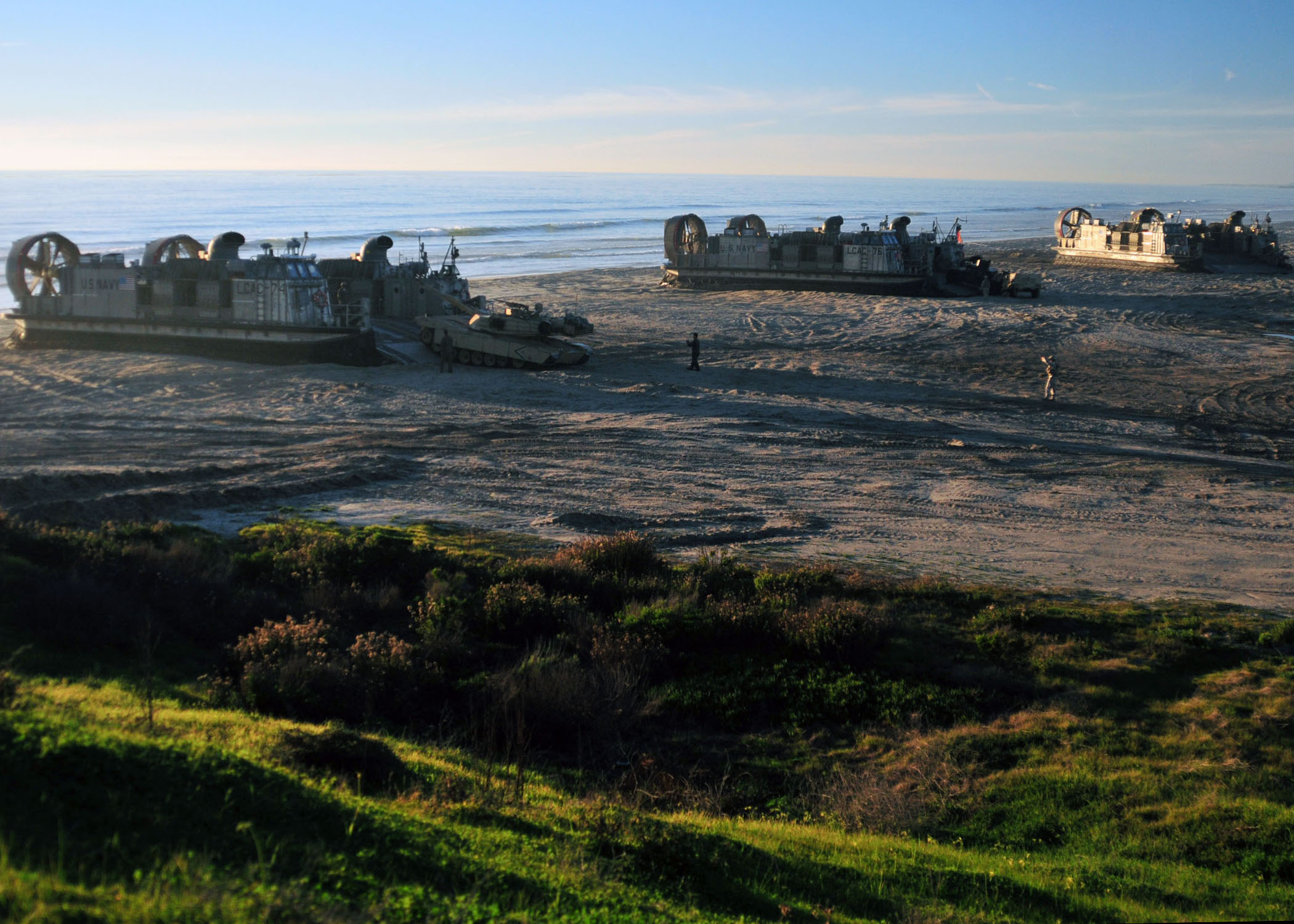
一群配屬拳師號兩棲突擊艦的LCAC氣墊船正在加州潘德頓海軍陸戰隊基地的海灘上進行戰車的裝卸演練。

雖然民用的氣墊船漸被淘汰，但氣墊船登陸艇卻受到軍隊的青睞。全托式的氣墊船能在沙灘、沼澤、河岸、軟沙、雪地等地形登陸，而且可以越過某些障礙物或水、地雷。氣墊船登陸艇可登陸全球70%至80%的海岸線；而使用排水登陸艇只有大約15%的海岸可以登陸。在1980年代起，美國建造了接近80-90艘LCAC（Landing Craft, Air-Cushioned，氣墊登陸載具），供海軍陸戰隊及特種部隊使用。LCAC載重60噸，可單獨運載180名全副武裝的士兵、或接近40名士兵及12輛HMMWV車輛、或24名士兵及一輛M1艾布蘭坦克。滿載時速度仍然超過40節，續航距離可達300英里，能越過四呎以下的障礙物；不過耗油量卻頗驚人，達每小時1,000加侖。正因為航程不足以長途跋涉，LCAC跟小型登陸艇一樣，由兩棲突擊艦和船塢登陸艦搭載，而LCAC即使在兩棲作戰船艦的船艙未注水的情況下，也能自由進出船艙；相反的，小型登陸艇必須要等船艙注水才能進出。
LCAC气垫登陆艇没有装甲防护，发动机和螺旋桨都暴露在外部，在火力密集的高强度条件下作战易损坏。被运载的装备全部露天放置，恶劣天气下不利于保养。此外，噪音太大与所引起的尘土过多也是此种气垫登陆艇的缺点，虽然沿着侧裙装有泡沫抑止器，可改善驾驶员的视野，不过在恶劣海洋气象下行动仍有相当大的问题。
英國及日本亦有購入少量LCAC。

## 外部連結
- 氣墊船和水翼船[永久]
- MAD Hovercraft